# Церковь Рождества Пресвятой Богородицы (Новониколаевка)
Церковь Рождества Пресвятой Богородицы (Свято-Рождественский храм) — православный храм в селе Новониколаевка Ростовской области; Ростовская епархия, Матвеево-Курганское благочиние.

## История
Церковь Рождества Пресвятой Богородицы расположена в центре села Новониколаевка, одно из первых упоминаний о котором относится к 1899 году. В 1911 году местные жители собрали средства, чтобы заложить собственную церковь. Свой вклад в строительство храма внес также местный состоятельный землевладелец Григорий Фёдорович Маныч. Через два года церковь была построена. Освящён храм Рождества Пресвятой Богородицы был перед Первой мировой войной в Пасхальную седмицу.
После Гражданской войны, в 1930-х годах, церковь закрыли — кресты сняли, купола разрушили. Храм был оборудован под мясной склад, а три дома при церкви приспособили под сельские библиотеку, амбулаторию и магазин. Богослужения в церкви возобновились в годы Великой Отечественной войны. Однако в хрущёвские времена, в начале 1960-х годов, храм снова был закрыт. 
Возродился только через тридцать лет, когда 15 февраля 1991 года в восстановленном храме была совершена Божественная Литургия. В настоящее время церковь Рождества Пресвятой Богородицы является действующим храмом Ростовской Епархии Русской Православной Церкви. В состав церковного подворья помимо церкви входят две небольшие кирпичные постройки служебного и хозяйственного назначения. Настоятель церкви — протоиерей Святенюк Павел Борисович.

## Здание церкви
Церковь Рождества Пресвятой Богородицы кирпичная, однопрестольная с трапезной и двухъярусной колокольней, завершающейся четырехскатной шатровой крышей. По своей композиции относится к так называемым трапезным церквям, когда молельный зал объединён с трапезной и колокольней. Стены церкви выполнены из кирпича; при этом использовались два его вида — простой и фигурный, отличающиеся друг от друга оттенками цветовой гаммы. Цоколь стен храма выложен из блоков известняка-ракушечника.
Планировка церкви традиционна — вдоль центральной планировочной оси, ориентированной в направлении запад-восток, расположен нартекс с надстроенной звонницей колокольни, небольшое помещение трапезной, молельный зал и апсида алтаря. Нартекс включает в себя притвор? а также примыкающие к нему лестничную клетку и подсобное помещение церкви. Ядром композиции храма является четверик молельного зала, завершенный по северному и южному фасадам треугольными фронтонами боковых ризалитов. Массивный купол храма с небольшой луковичной главкой установлен на высоком четырехгранном со скошенными углами барабане. Вертикаль храма определяет четырехгранный шатер колокольни. Колокольня —  двухъярусная с небольшой звонницей, которая была восстановлена в 1989—1990 годах.